# José Pedro Varela
José Pedro Varela Berro (Montevideo, 19 marzo 1845 – 24 ottobre 1879) è stato un sociologo, giornalista, politico ed educatore uruguaiano.
L'Uruguay adottò l'istruzione gratuita, obbligatoria e laica nel 1876, grazie ai suoi sforzi. Fu per merito di Varela che l'Uruguay approvò la legge di istruzione comune del 1877, che continua a influenzare il paese.